# Curcuperin
Curcuperin ist ein Marketingbegriff, der aus Bestandteilen der Wörter Curcumin und Piperin zusammengesetzt ist und als Nahrungsergänzungsmittel verwendet wird. 

## Eigenschaften
Curcuperin benennt Stoffgemische unterschiedlicher Zusammensetzung aus diesen beiden Zutaten in einem Mischungsverhältnis, welches zur Nahrungsergänzung als sinnvoll erachtet wird. Curcumin als Kurkuma-Auszug oder synthetisch hergestellt stellt in den meisten Anwendungsgebieten den eigentlichen Wirkstoff dar. Piperin als Auszug des Schwarzen Pfeffers oder ebenfalls aus synthetischer Herstellung erhöht die Resorption von Curcumin im Darm. Der typische Piperin-Anteil liegt in der Größenordnung von 1 % bis 3 %.
Die Kombination von Curcumin und Piperin wird in Bezug auf eine Behandlung der Malaria (in Kombination mit Artemisinin) und auf eine Hemmung der Produktion mancher Entzündungsbotenstoffe bei einer fettreichen Diät untersucht. Curcumin und Piperin können verschiedene Entgiftungsenzyme der Leber hemmen, führen jedoch nicht zu einer veränderten Verstoffwechselung von Midazolam, Flurbiprofen und Paracetamol.